# 小繡
小繡（しょうしゅう）は、647年から664年まで日本で用いられた冠位である。上から数えて4番目で、大繡の下、大紫の上にあたる。

## 概要
大化3年（647年）に制定された七色十三階冠で設けられた。大繡・小繡の冠は繡で作り、繡で縁どった。冠につける鈿は金銀で作った。大織から小繡まで、深紫色の服を着用する規定であった。
小繡は大臣級の高位であったが、この冠位を受けた人物は知られない。
天智天皇3年（664年）2月9日の冠位二十六階で小縫と改称して廃止になった。